# Oreurinus cuspidatus
Oreurinus cuspidatus är en tvåvingeart som beskrevs av Ito 1984. Oreurinus cuspidatus ingår i släktet Oreurinus och familjen borrflugor. Inga underarter finns listade i Catalogue of Life.